# Tewhatewha

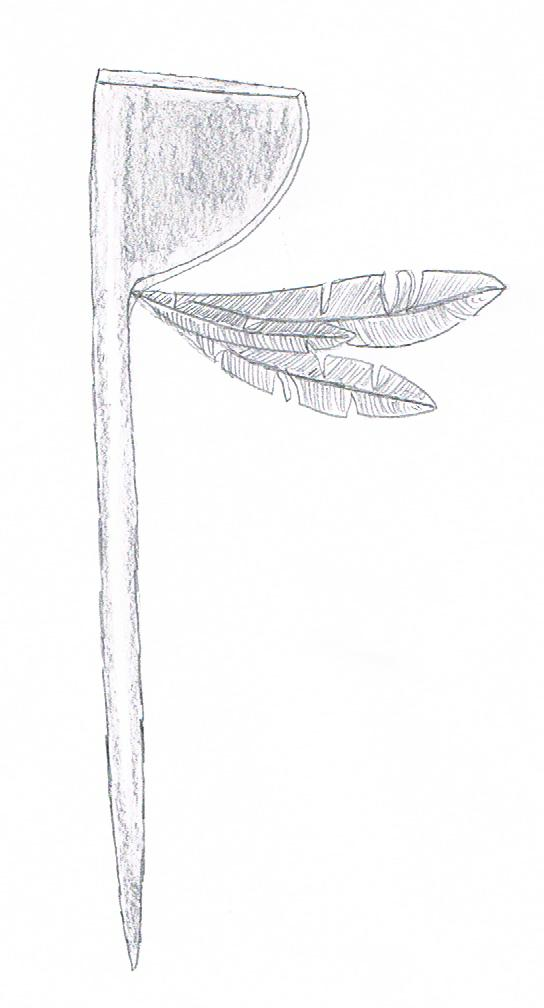
Un tewhatewha

Una tewhatewha (o tewha-tewha) è un'arma-bastone Maori. È plasmata come un'accetta e una volta, prima di essere usato in battaglia, veniva impiegato nelle cerimonie.

### Altre armi Māori
- Mere
- Kotiate
- Taiaha
- Patu